# Paulinus Chukwuemeka Ezeokafor

Wappen von Paulinus Chukwuemeka Ezeokafor

Paulinus Chukwuemeka Ezeokafor (* 13. September 1952 in Nanka, Anambra) ist ein nigerianischer Geistlicher und römisch-katholischer Bischof von Awka.

## Leben
Paulinus Chukwuemeka Ezeokafor besuchte von 1959 bis 1966 die St. Anthony’s Elementary School in Nanka und danach das Kleine Seminar All Hallows in Onitsha. Von 1976 bis 1979 studierte er Philosophie am Priesterseminar in Ikot Ekpene und von 1979 bis 1984 Katholische Theologie am Bigard Memorial Major Seminary in Enugu. Ezeokafor wurde am 18. Dezember 1982 zum Diakon geweiht und empfing am 30. Juni 1984 durch den Bischof von Awka, Albert Kanene Obiefuna, das Sakrament der Priesterweihe.
Ezeokafor war von 1984 bis 1988 zunächst als Pfarrvikar und später als Pfarrer der Pfarrei All Hallows in Awgbu tätig. Daneben war er von 1984 bis 1992 Militärkaplan und Notar am diözesanen Kirchengericht. 1992 wurde Paulinus Chukwuemeka Ezeokafor für weiterführende Studien nach Rom entsandt, wo er 1995 an der Päpstlichen Universität Santa Croce mit der Arbeit The church’s social teaching on justice and its relevance to Nigeria („Die Soziallehre der Kirche über die Gerechtigkeit und ihre Bedeutung für Nigeria“) im Fach Moraltheologie promoviert wurde. Nach der Rückkehr in seine Heimat wurde er Rektor des Kleinen Seminars St. Dominic Savio in Akpu.
Am 20. Januar 2007 ernannte ihn Papst Benedikt XVI. zum Weihbischof in Awka und zum Titularbischof von Tetci. Der Apostolische Nuntius in Nigeria, Erzbischof Renzo Fratini, spendete ihm am 28. April desselben Jahres die Bischofsweihe; Mitkonsekratoren waren Valerian Okeke, Erzbischof von Onitsha, und Solomon Amanchukwu Amatu, Bischof von Okigwe. Sein Wahlspruch Caritas mea cum omnibus vobis in Christo Jesu („Meine Liebe ist mit euch allen in Christus Jesus“) stammt aus 1 Kor 16,24 . Im April 2010 wurde Paulinus Chukwuemeka Ezeokafor zudem Apostolischer Administrator des vakanten Bistums Awka.
Papst Benedikt XVI. bestellte ihn am 8. Juli 2011 zum Bischof von Awka.

## Schriften
- The church’s social teaching on justice and its relevance to Nigeria. Rom 1996, OCLC 633946149.